# Hivern en Rondane
Hivern en Rondane també conegut per Hivern a les muntanyes és la més famosa obra de l'artista noruec Harald Sohlberg (1869-1935), va realitzar diverses versions, especialment una pintura a l'oli de l'any 1914 que es troba en la Galeria Nacional de Noruega a Oslo. A l'abril de 2016, la pintura Hivern en Rondane va ser seleccionada com una de les deu més grans obres artístiques de Noruega pel projecte Europeana.

## Antecedents

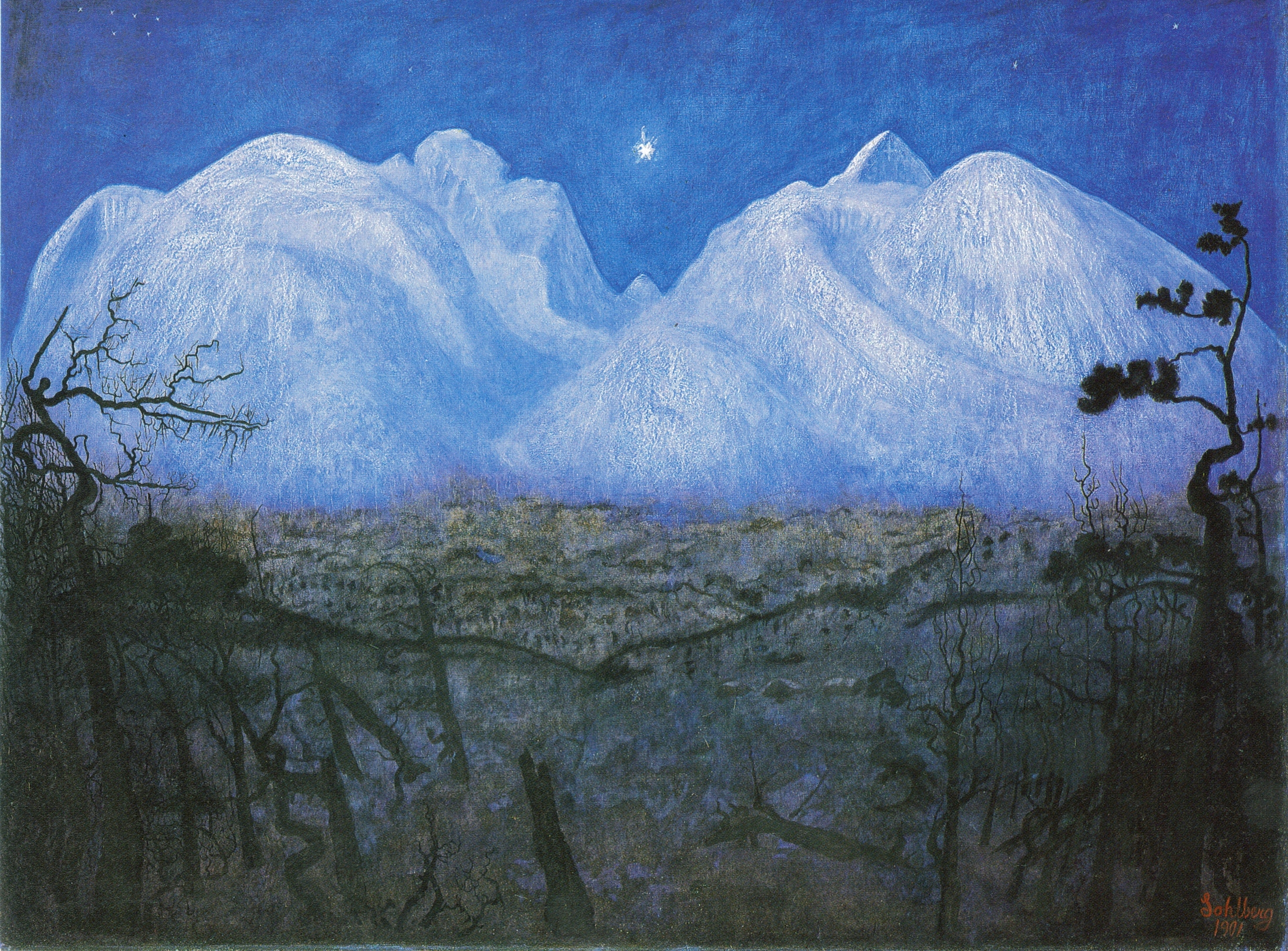
Hivern en Rondane versió de 1901

L'any 1900 va començar a treballar en el disseny de la pintura, al Parc Nacional de Rondane a la llum de la lluna, una experiència que més tard va descriure com: «estranya, nova i molt semblant a una revelació, que va deixar una impressió en mi que mai he estat capaç d'oblidar.» El Nationalmuseum d'Estocolm posseeix uns deu estudis realitzats entre 1900 i 1902. Va fer versions en llapis, carbó, oli i aquarel·la. L'any 1911 va començar la versió final que es conserva en la Galeria Nacional de Noruega, l'obra va ser completada a l'hivern de 1913-1914. Més tard, en els seus últims anys, va realitzar unes litografies de color i també una edició de la pintura. En total a més de les litografies hi ha vint imatges més, sobretot en aquarel·la o tècnica mixta sobre paper.

## Recorregut de la pintura
La versió final d'Hivern en Rondane (1914) va ser realitzada per Sohlberg per a l'exposició d'aniversari de Frogner d'aquest mateix any. La imatge va rebre bones crítiques per part d'artistes i crítics de l'art. El mateix autor considerava aquesta pintura com alguna cosa molt especial i creia que representava la «quinta essència del seu enfocament artístic.» En aquesta obra va aconseguir «el silenci i la solitud opressora ... una dimensió contemplativa, gairebé religiosa.»
La pintura va ser donada a la Galeria Nacional pel col·leccionista Jorgen Breder Stang l'any 1918. El 1995 l'obra va ser denominada «pintura nacional de Noruega» segons l'enquesta duta a terme per NRK.